# SN 2006rd
SN 2006rd – supernowa typu Ia odkryta 26 października 2006 roku w galaktyce A231914+0459. Jej maksymalna jasność wynosiła 18,94m.